# Fabrity Holding
Fabrity Holding S.A. (do 2020 r. K2 Internet S.A., do 2022 r. K2 Holding S.A.) — holding technologiczny z siedzibą w Warszawie i biurami w Łodzi, Rzeszowie i Białymstoku zajmujący się rozwojem oprogramowania i rozwijaniem chatbota opartego na technologii GPT dla branży e-commerce.
Obecnie w skład Holdingu wchodzą:
- Fabrity — software house zajmujący się tworzeniem oprogramowania dla firm sektora enterprise.
- PerfectBot — dostawca chatbota opartego na technologii GPT dla branży e-commerce.
- Panda Group — spółka specjalizująca się w rozwiązaniach e-commerce.

## Historia
Początki spółki sięgają 1997 r., kiedy powstało K2 Internet Provider s.c. dostarczające łącza internetowe i świadczące usługi z zakresu budowy serwisów www. Założycielem spółki był Michał Lach. W kolejnym roku do spółki dołączył Janusz Żebrowski jako inwestor. W 2000 część akcji objął niemiecki fundusz typu venture capital BMP AG.
Od 2008 akcje agencji K2 notowane są na GPW.
W skład Grupy K2 wchodziły następujące firmy: 
- K2 Precise — agencja zajmująca performance marketingiem,
- K2 Create — agencja marketingu kreatywnego,
- Oktawave — dostawca usług chmurowych ,

W czerwcu 2022 roku spółka Oktawave została kupiona przez spółkę Netia, jednego z największych operatorów telekomunikacyjnych w Polsce, należącego do Grupy Polsat Plus. Transakcja miała wartość 33,7 mln.
W sierpniu 2023 roku, w związku z rosnącym znaczeniem biznesu związanego z rozwojem oprogramowania, nazwa K2 Holding S.A. zmieniła się na Fabrity Holding S.A. Konsekwencją zmiany firmy spółki notowanej na GPW była również zmiana tickera giełdowego, pod jakim notowane są akcje. K2H zostało zastąpione przez FAB.  
W październiku 2023 roku prezesem Fabrity Holding S.A. został Tomasz Burczyński, zastępując na tym stanowisku Pawła Wujca, który z kolei został członkiem Rady Nadzorczej Fabrity Holding. 
Obecnie w skład Grupy Fabrity wchodzi software house Fabrity zajmujący się tworzeniem oprogramowania na zamówienie dla dużych, międzynarodowych przedsiębiorstw oraz PerfectBot dostarczający chatboty oparte na technologii GPT (wykorzystywanej również w ChatGPT) dla firm z branży e-commerce. 

## Nagrody i wyróżnienia
W 2009 Michał Lach, założyciel i ówczesny przewodniczący Rady Nadzorczej K2 Internet S.A. otrzymał tytuł Przedsiębiorcy Roku jako zwycięzca w konkursie „Ernst & Young Przedsiębiorca Roku 2009” w kategorii Usługi.
W 2011 została najwyżej ocenianą agencją interaktywną w badaniu Grand Check realizowanym przez czasopismo Press i TNS Polska.
W 2012 agencja K2 została nagrodzona tytułem „Agencji Roku” przez stowarzyszenie IAB Polska.